# Chadwick Pictures Corporation
Chadwick Pictures Corporation est à l'origine une société de distribution américaine créée en 1915 qui se lance en 1924 dans la production cinématographique à la demande de Larry Semon dont la Larry Semon Productions est en difficulté.

## Films produits par Chadwick Pictures Corporation
- 1924 The Girl in the Limousine de Larry Semon et Noel M. Smith
- 1924 Her Boy Friend de Larry Semon et Noel M. Smith
- 1924 The Painted Flapper de John Gorman
- 1924 Meddling Women (en) de Ivan Abramson
- 1924 Kid Speed de Larry Semon et Noel M. Smith
- 1924 I Am the Man de Ivan Abramson
- 1924 The Tomboy de David Kirkland
- 1925 The Midnight Girl de Wilfred Noy
- 1925 Le Sorcier d'Oz (The Wizard of Oz) de Larry Semon
- 1925 The Dome Doctor de Larry Semon
- 1925 The Cloudhopper de Larry Semon, Stephen Roberts et Norman Taurog
- 1925 American Pluck de Richard Stanton
- 1925 Paint and Powder de Hunt Stromberg
- 1925 Some Pun'kins de Jerome Storm
- 1925 The Unchastened Woman de James Young
- 1925 Blue Blood de Scott R. Dunlap
- 1925 The Perfect Clown de Fred C. Newmeyer
- 1926 Sweet Adeline de Jerome Storm
- 1926 The Prince of Broadway de John Gorman
- 1926 The Count of Luxembourg de Arthur Gregor
- 1926 Transcontinental Limited de Nat Ross
- 1926 The Test of Donald Norton de B. Reeves Eason
- 1926 Winning the Futurity de Scott R. Dunlap
- 1926 La puissance des faibles (en) (The Power of the Weak) de William James Craft
- 1926 Devil's Island de Frank O'Connor
- 1926 The Bells de James Young
- 1926 April Fool de Nat Ross
- 1926 Sunshine of Paradise Alley de Jack Nelson
- 1927 Driven from Home de James Young
- 1927 The Ladybird de Walter Lang
- 1927 Life of an Actress de Jack Nelson
- 1927 The Shamrock and the Rose de Jack Nelson
- 1927 Say It with Diamonds de Arthur Gregor et Jack Nelson
- 1927 Eager Lips de Wilfred Noy
- 1927 Is Your Daughter Safe? de Louis King et Leon Lee
- 1927 The Return of Boston Blackie de Harry O. Hoyt
- 1927 Naughty de Hampton Del Ruth
- 1927 Ladies at Ease de Jerome Storm
- 1927 The Stunt Man de Larry Semon
- 1927 Temptations of a Shop Girl de Tom Terriss
- 1927 Oh, What a Man! de Larry Semon
- 1928 Dummies de Larry Semon
- 1928 A Simple Sap de Larry Semon et Hampton Del Ruth
- 1928 The Devil's Cage de Wilfred Noy
- 1928 The Masked Angel de Frank O'Connor
- 1928 Life's Mockery de Robert F. Hill
- 1933 Wine, Women and Song de Herbert Brenon
- 1933 The Return of Casey Jones (en) de John P. McCarthy